# The One That Got Away
"The One That Got Away" (tạm dịch: "Một người phải ra đi") là bài hát của nữ ca sĩ người Mỹ Katy Perry. Bài hát được sáng tác bởi Perry, Dr. Luke và Max Martin, đồng thời họ cũng là nhà sản xuất cho ca khúc này. Bài hát là một bản ballad có nhịp độ pop trung bình nói về một tình yêu bị mất. Trong lời ca từ có nhắc đến ban nhạc rock Radiohead và mối quan hệ giữa Johnny Cash và June Carter Cash để nhấn mạnh về mối quan hệ trong bài hát.
"The One That Got Away" đã nhận được những ý kiến tích cực từ các nhà phê bình âm nhạc, khi họ khen ngợi cấu trúc buồn của lời bài hát kết hợp với nỗi nhớ. Bài hát được phát hành vào ngày 4 tháng 10 năm 2011 bởi hãng đĩa Capitol như là đĩa đơn thứ sáu và cũng là đĩa đơn cuối cùng được trích từ album.

## Danh sách ca khúc
- Tải kĩ thuật số[1]

1. "The One That Got Away" – 3:47

- Promo - CD[2]

1. "The One That Got Away" – 3:49
2. "The One That Got Away" (Instrumental) – 3:49

- Remixes - Promo - Kĩ thuật số[3]

1. "The One That Got Away" (7th Heaven Club Mix) – 8:03
2. "The One That Got Away" (7th Heaven Dub Mix) – 6:04
3. "The One That Got Away" (7th Heaven Mixshow Edit) – 5:51
4. "The One That Got Away" (7th Heaven Radio Mix) – 4:27
5. "The One That Got Away" (JRMX Club Mix) – 8:12
6. "The One That Got Away" (JRMX Mixshow Edit) – 6:31
7. "The One That Got Away" (JRMX Radio Edit) – 4:19
8. "The One That Got Away" (Mixin Marc & Tony Svejda Peak Hour Club Mix) – 5:44
9. "The One That Got Away" (Mixin Marc & Tony Svejda Mixshow Edit) – 4:43
10. "The One That Got Away" (Mixin Marc & Tony Svejda Radio Edit) – 3:53

## Thành phần sản xuất
- Sáng tác – Katy Perry, Lukasz Gottwald, Max Martin
- Sản xuất – Lukasz Gottwald, Max Martin
- Hát – Katy Perry

Thông tin được lấy từ ghi chú trong album Teenage Dream.

## Bảng xếp hạng và chứng nhận doanh số
| Bảng xếp hạng (2011–12)                 | Vị trí cao nhất |
| --------------------------------------- | --------------- |
| Úc (ARIA)                               | 27              |
| Áo (Ö3 Austria Top 40)                  | 19              |
| Bỉ (Ultratop 50 Flanders)               | 33              |
| Bỉ (Ultratop 50 Wallonia)               | 44              |
| Brazil (Billboard Brasil Hot 100)       | 27              |
| Brazil Hot Pop Songs                    | 10              |
| Canada (Canadian Hot 100)               | 2               |
| Cộng hòa Séc (Rádio Top 100)            | 47              |
| Pháp (SNEP)                             | 30              |
| Đức (GfK)                               | 34              |
| Hungary (Rádiós Top 40)                 | 3               |
| Ireland (IRMA)                          | 13              |
| Nhật Bản (Japan Hot 100)                | 62              |
| Hà Lan (Dutch Top 40)                   | 21              |
| New Zealand (Recorded Music NZ)         | 12              |
| Ba Lan (ZPAV)                           | 1               |
| Scotland (OCC)                          | 17              |
| Slovakia (Rádio Top 100)                | 7               |
| Nam Phi (Mediaguide)                    | 1               |
| Hàn Quốc (Gaon)                         | 2               |
| Tây Ban Nha (PROMUSICAE)                | 42              |
| Tây Ban Nha (Airplay Chart)             | 8               |
| Thụy Sĩ (Schweizer Hitparade)           | 33              |
| Anh Quốc (OCC)                          | 18              |
| Hoa Kỳ Billboard Hot 100                | 3               |
| Hoa Kỳ Pop Songs (Billboard)            | 1               |
| Hoa Kỳ Hot Dance Club Songs (Billboard) | 1               |
| Hoa Kỳ Adult Pop Songs (Billboard)      | 1               |
| Hoa Kỳ Adult Contemporary (Billboard)   | 5               |
| Venezuela Pop Rock (Record Report)      | 5               |

| Quốc gia                                                                           | Chứng nhận  | Số đơn vị/doanh số chứng nhận |
| ---------------------------------------------------------------------------------- | ----------- | ----------------------------- |
| Úc (ARIA)                                                                          | 2× Bạch kim | 140.000^                      |
| Canada (Music Canada)                                                              | 2× Bạch kim | 0*                            |
| New Zealand (RMNZ)                                                                 | Vàng        | 0*                            |
| * Chứng nhận dựa theo doanh số tiêu thụ. ^ Chứng nhận dựa theo doanh số nhập hàng. |             |                               |

| Bảng xếp hạng (2012)                | Vị trí |
| ----------------------------------- | ------ |
| Canadian Hot 100                    | 20     |
| Hungary (Rádiós Top 40)             | 56     |
| US Billboard Hot 100                | 41     |
| US Digital Songs                    | 41     |
| US Radio Songs                      | 20     |
| US Adult Contemporary Songs         | 10     |
| US Adult Pop Songs                  | 15     |
| US Hot Dance Club Songs (Billboard) | 21     |
| US Pop Songs                        | 14     |

## Lịch sử phát hành
| Nước      | Ngày                 | Định dạng                       |
| --------- | -------------------- | ------------------------------- |
| Australia | 4 tháng 10 năm 2011  | CHR, Nights, AC airplay         |
| Mỹ/Canda  | 11 tháng 10 năm 2011 | Mainstream and Rhythmic airplay |
| Mỹ/Canda  | 31 tháng 10 năm 2011 | Hot/Modern/AC airplay           |